# Аарон Мартін
Аарон Мартін (ісп. Aarón Martín, нар. 22 квітня 1997, Монмело) — іспанський каталонський футболіст, захисник італійського клубу «Дженоа».

## Клубна кар'єра
Народився 22 квітня 1997 року в місті Монмело. Вихованець юнацьких команд футбольних клубів «Монмело» та «Еспаньйол». З 2015 року став виступати за другу команду «Еспаньйол Б» . Дебютував за неї 29 березня 2015 року в поєдинку проти «Хімнастіка Таррагона». Всього взяв участь у 36 матчах чемпіонату за дубль.
З сезону 2016/17 став залучатись до ігор основної команди. 2 жовтня 2016 року дебютував в Ла Лізі в поєдинку проти «Вільярреала», вийшовши на заміну на 68-ій хвилині замість Хосе Антоніо Реєса.
6 серпня 2018 року перейшов на правах оренди на сезон у німецький «Майнц 05», втім вже 5 листопада німецький клуб викупив контракт іспанця, підписавши з ним угоду до 2023 року. За перший сезон відіграв за клуб з Майнца 33 матчі в національному чемпіонаті.
На початку 2021 до кінця сезону був орендований іспанською «Сельтою», за яку відіграв півроку. Повернувшись влітку 2021 року до «Майнца», протягом двох років був серед гравців основного складу німецької команди.
24 червня 2023 року на правах вільного агента уклав трирічну угоду з італійським «Дженоа».

## Виступи за збірні
2013 року дебютував у складі юнацької збірної Іспанії, взяв участь у 25 іграх на юнацькому рівні, відзначившись 2 забитими голами. З командою до 19 років виграв Юнацький чемпіонат Європи 2015 року в Греції.
З 2017 року залучався до матчів молодіжної збірної Іспанії, у її складі поїхав на молодіжний чемпіонат Європи 2019 року в Італії.
28 грудня 2016 року Мартін дебютував у невизнаній УЄФА та ФІФА збірній Каталонії в матчі проти Тунісу (3:3, 2:4 пен.).

## Статистика виступів

### Статистика клубних виступів
Станом на 3 вересня 2023
| Сезон                 | Команда               | Чемпіонат             | Чемпіонат | Чемпіонат | Національний кубок | Національний кубок | Національний кубок | Континентальні кубки | Континентальні кубки | Континентальні кубки | Інші змагання | Інші змагання | Інші змагання | Усього | Усього |
| Сезон                 | Команда               | Ліга                  | Ігор      | Голів     | Ліга               | Ігор               | Голів              | Ліга                 | Ігор                 | Голів                | Ліга          | Ігор          | Голів         | Ігор   | Голів  |
| --------------------- | --------------------- | --------------------- | --------- | --------- | ------------------ | ------------------ | ------------------ | -------------------- | -------------------- | -------------------- | ------------- | ------------- | ------------- | ------ | ------ |
| 2016–17               | «Еспаньйол»           | ПД                    | 30        | 0         | КІ                 | 1                  | 0                  | -                    | -                    | -                    | -             | -             | -             | 31     | 0      |
| 2017–18               | «Еспаньйол»           | ПД                    | 32        | 0         | КІ                 | 3                  | 0                  | -                    | -                    | -                    | -             | -             | -             | 35     | 0      |
| Усього за «Еспаньйол» | Усього за «Еспаньйол» | Усього за «Еспаньйол» | 62        | 0         |                    | 4                  | 0                  |                      | -                    | -                    |               | -             | -             | 66     | 0      |
| 2018–19               | «Майнц 05»            | БЛ                    | 33        | 0         | КН                 | 1                  | 0                  | -                    | -                    | -                    | -             | -             | -             | 34     | 0      |
| 2019–20               | «Майнц 05»            | БЛ                    | 22        | 0         | КН                 | 1                  | 0                  | -                    | -                    | -                    | -             | -             | -             | 23     | 0      |
| 2020-січ. 2021        | «Майнц 05»            | БЛ                    | 5         | 0         | КН                 | 0                  | 0                  | -                    | -                    | -                    | -             | -             | -             | 5      | 0      |
| січ.-черв. 2021       | «Сельта Віго»         | ПД                    | 19        | 0         | КІ                 | 1                  | 0                  |                      | -                    | -                    |               | -             | -             | 20     | 0      |
| 2021–22               | «Майнц 05»            | БЛ                    | 28        | 1         | КН                 | 3                  | 0                  | -                    | -                    | -                    | -             | -             | -             | 31     | 1      |
| 2022–23               | «Майнц 05»            | БЛ                    | 28        | 5         | КН                 | 3                  | 0                  | -                    | -                    | -                    | -             | -             | -             | 31     | 5      |
| Усього за «Майнц 05»  | Усього за «Майнц 05»  | Усього за «Майнц 05»  | 116       | 6         |                    | 8                  | 0                  |                      | -                    | -                    |               | -             | -             | 124    | 6      |
| 2023–24               | «Дженоа»              | A                     | 3         | 0         | КІ                 | 1                  | 0                  | -                    | -                    | -                    | -             | -             | -             | 4      | 0      |
| Усього за кар'єру     | Усього за кар'єру     | Усього за кар'єру     | 200       | 6         |                    | 14                 | 0                  |                      | -                    | -                    |               | -             | -             | 214    | 6      |